# Kuchary (Silésie)
Pour les articles homonymes, voir Kuchary.
Kuchary est une localité polonaise de la gmina de Mstów, située dans le powiat de Częstochowa en voïvodie de Silésie.